# 高山子站
高山子站是一个沈山线上的铁路车站，位于辽宁省北镇市高山子镇，建于1900年，目前为四等站，邮政编码为121312。目前客运：办理旅客乘降；行李、包裹托运；货运：办理整车货物发到。